# Dassault MD 315 Flamant
Dassault MD 315 Flamant — легкий транспортний літак, розроблений Dassault Aviation невдовзі після Другої світової війни на замовлення ВПС Франції.

## Конструкція та історія розробки
Проектування літака почалось у 1946, за основу було взято більш ранній проект восьмимісного пасажирського літака Marcel Bloch MB-30. Прототип отримав назву MD 303. Перший політ відбувся 26 лютого 1947 року.
Літак є низькопланом з двома хвостовими поверхнями. У прототипі використовувались поршневі двигуни Bearn 6, однак у серійних моделях їх замінили та більш потужні Argus As 411.
Існувало три основні моделі:
- MD 315 — десятимісний пасажирський
- MD 312 — шестимісний транспортний
- MD 311 — навчально-тренувальний

Всього, включаючи прототипи, було виготовлено 325 літаків.

## Використання
ВПС Франції отримували літаки Flamant з 1949 по 1953 роки.
Flamant використовувались для навчання пілотів, відпрацьовування навичок навігації, як легкі транспортники, для розвідки та для атаки наземних цілей. Під час Алжирської війни ці літаки використовувались для боротьби з партизанами, для цього на них встановлювали кулемети, протитанкові ракети та бомби.
Використання французькими ВПС тривало до 1981 року. Крім того, літаки цієї моделі існували у Камбоджі, Мадагаскарі, Тунісі та В'єтнамі.

## Тактико-технічні характеристики

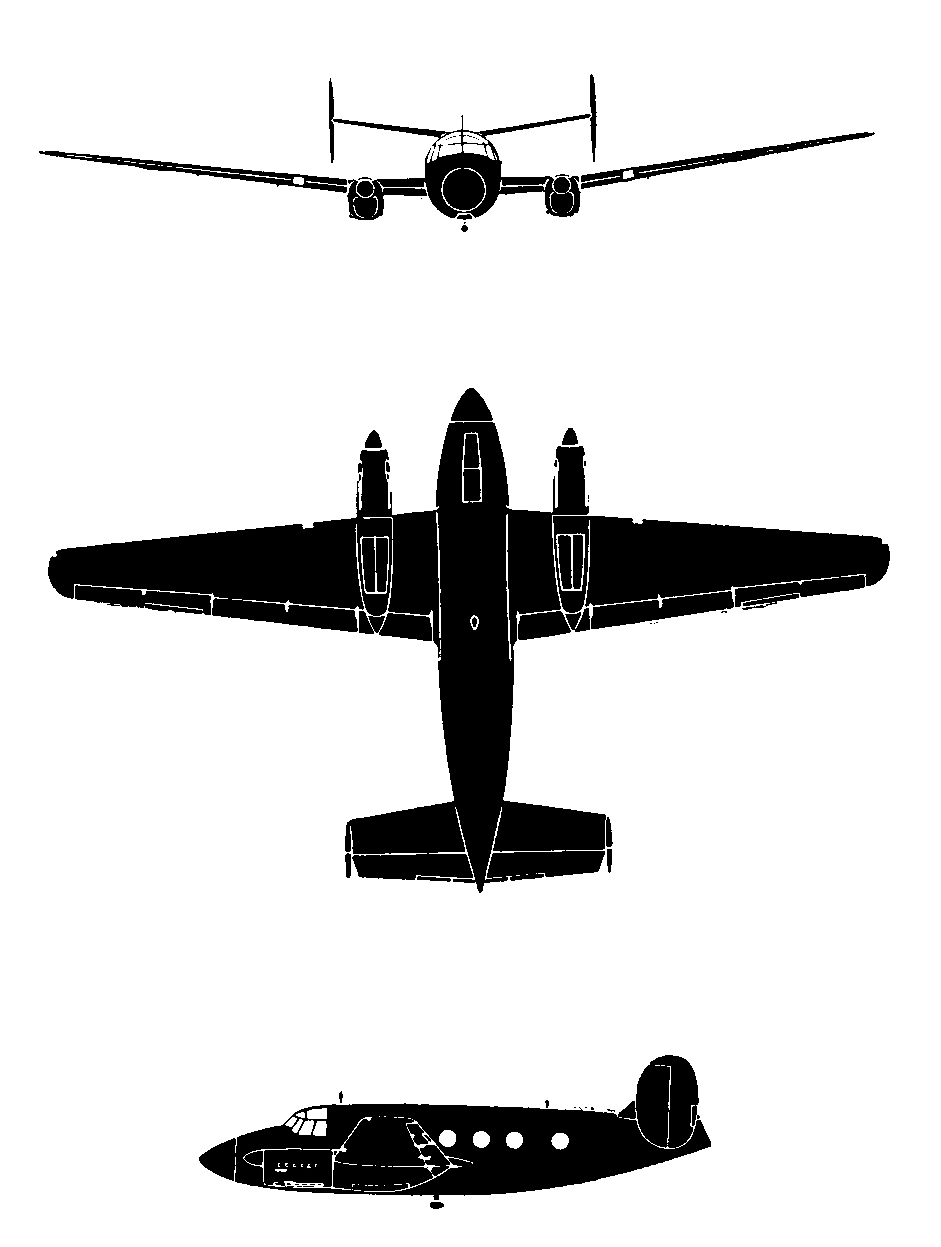
Dassault M.D.315 Flamant

### Технічні характеристики
- Екіпаж: дві особи
- Довжина: 12,5 м
- Розмах крила: 20,7 м
- Висота: 4,5 м
- Площа крил: 47,5 м2
- Вага: 4250 кг
- Максимальна злітня вага: 5800 кг
- Двигуни: два поршневі двигуни Renault 12S 02-201 (також відомі як Argus As 411)

### Льотні характеристики
- Максимальна швидкість: 380 км/год
- Крейсерська швидкість: 300 км/год
- Дальність польоту: 1200 км
- Практична стеля: 8000 м
- Швидкопідйомність: 5 м/с